# Raça de Borreby
A raça de Borreby (pronúncia dinamarquesa: [ˈb̥oːɐˌb̥yːˀ]) ou báltica ocidental é um conceito racial da antropologia física, utilizado para descrever um dos principais subgrupos da chamada raça caucasiana, nomeado em homenagem ao castelo de Borreby, onde foram achados os primeiros crânios associados a esta tradição craniológica. Associações foram feitas entre este tipo e o homem de Neandertal.

## História

### Sítio arqueológico

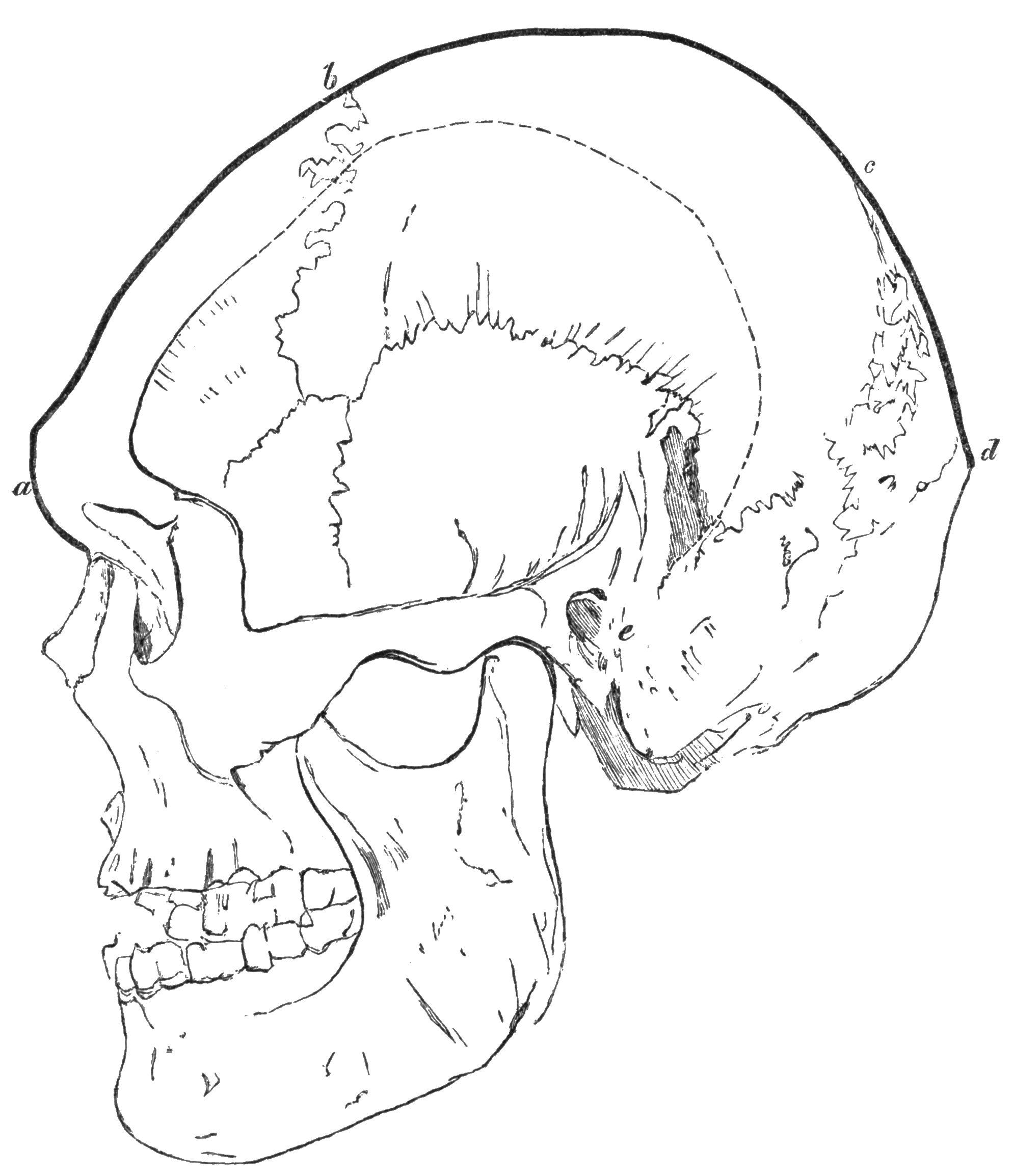
Crânio de Borreby, desenhado por George Busk

Os crânios do sítio arqueológico de Borreby, na Dinamarca, foram escavados em 1859 por Jens Jacob Asmussen Worsaae, causando grande repercussão na paleoantropologia.
O paleontólogo George Busk foi um dos primeiros a se debruçarem sobre estes crânios, levando-os à atenção de Sir Charles Lyell, que estava trabalhando em seu livro The Geological Evidences of the Antiquity of Man (1863). Nesta obra, apontou semelhanças entre um dos crânios de Borreby e os dos também recentemente descobertos neandertais, como a arcada supraciliar avantajada (a deste crânio menos que a do neandertal), a testa retraída, o vértice baixo e achatado e o occipital inclinado tanto para baixo como para frente. Diferenciava-se dos neandertais, contudo, por sua braquicefalia e longa sutura sagital. Outros crânios, contudo, teriam arcadas menores e testas menos inclinadas, sugerindo menor influência neandertal. Lyell concluiu que aqueles crânios representavam um povo da Idade da Pedra dinamarquesa, contemporâneos aos auroques e bisões, mas não aos mamutes-lanosos, rinocerontes-lanudos e hienas das cavernas.
Posteriormente, Rudolf Virchow e Jean Louis Armand de Quatrefages de Bréau também fizeram estudos sobre os crânios de Borreby, identificando padrões semelhantes ao estudar o catálogo da coleção craniológica do Museu Nacional da Dinamarca.

### Antropologia física
Ao executar pesquisa de campo em seu vilarejo natal de Skamby, Hans Peder Steensby primeiramente classificou a maior parte da população como sendo intermediária entre os tipos teutônico e alpino descritos por William Z. Ripley, com alguns indivíduos típicos. No ano seguinte, repetiu o procedimento em Anholt e no oeste da Jutlândia, chegando à conclusão de que, pré-historicamente, estas populações se formaram como combinação entre o Cro-Magnon, uma tradição craniológica que chamava Disentis e neandertais, trazendo a descoberta de que o tipo de Borreby não seria simplesmente pré-histórico, mas sim uma espécie de neandertal braquicefalizado sobrevivente em Anholt e no oeste da Jutlândia. Esta tese entrava em conflito com o orgulho racial nórdico em geral, visto que os neandertais eram vistos como sub-humanos por parte da paleoantropologia, mas Steensby adotava a tese de Léonce Manouvrier da humanidade dos neandertais, argumentando inclusive que uma sobrevivência tão longa desta estirpe teria resultado em fortitude de corpo e caráter.
Em seu The Races of Europe (1939), Carleton S. Coon passou a tratar o tipo de Borreby não apenas como uma tradição pré-histórica ou um tipo local dinamarquês, mas sim um dos principais componentes pré-históricos europeus, classificando todos os antigos caçadores-coletores europeus entre Borrebys, Brünns e alpinos. O tipo de Borreby não mais era descrito como restrito ao sítio epônimo na Dinamarca, havendo clara evidência do mesmo em Sclaigneaux, estreita semelhança com o extinto povo Mechta-Afalou do Norte da África e alguma semelhança com os crânios das cavernas de Ofnet, embora estes também se aproximassem do tipo alpino, além de muitos outros exemplares do Paleolítico Superior. Para Coon, o Borreby propriamente dito era nativo do sul da Alemanha no Mesolítico, com amplas extensões longitudinais, movendo-se em massa para o norte no fim do Mesolítico ou início do Neolítico. A já amplamente aceita raça báltica oriental, por sua vez, seria o resultado de Borrebys reduzidos com influências de nórdicos e de um povo associado aos crânios neolíticos encontrados pelo Lago Ladoga.
Earnest Hooton, apesar de reconhecer a presença de influência do tipo de Borreby no fenótipo de indivíduos modernos, tinha-o como tipo extinto em sua forma pura, recusando-se a fazer uma classificação à parte dos alpinos e dos bálticos orientais, preferindo compreender que simplesmente se encontrava assimilado nessas populações, postulando que indivíduos destas com crânios particularmente massivos provavelmente carregariam mais genes associados ao Paleolítico Superior.